# Heuvelpoort

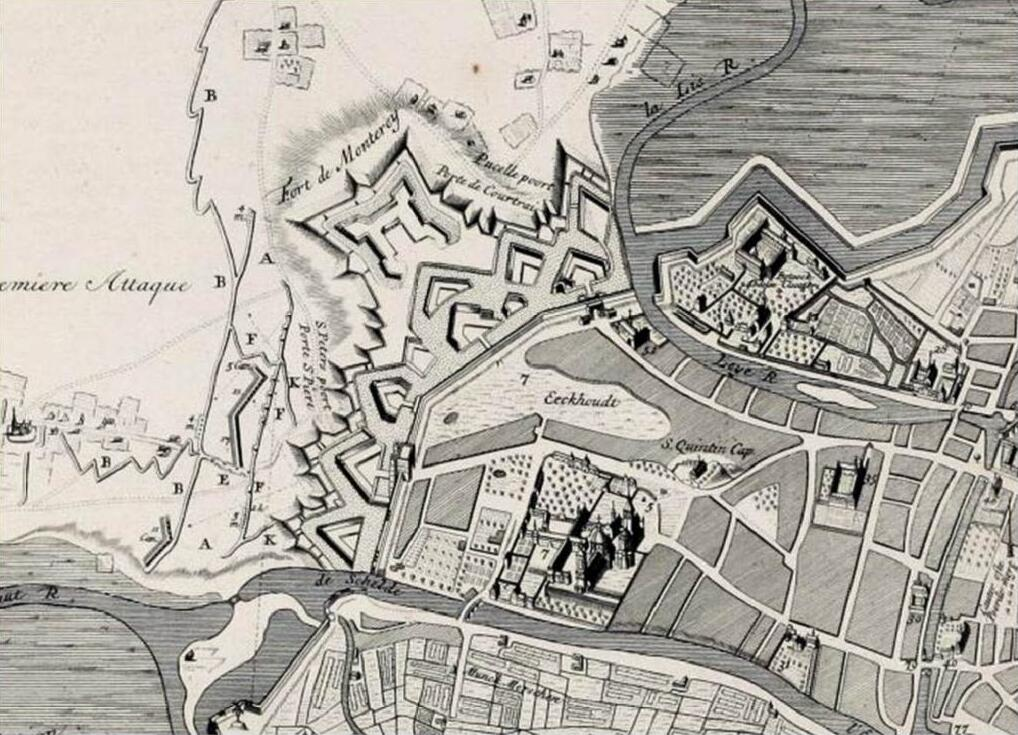
Sint-Pietersdorp, Montereyfort en centraal rechts de Heuverpoort (S. Peters Poort / Porte S Piere)

De Heuvelpoort of Overpoort is een kruispunt en verdwenen stadspoort van de Belgische stad Gent. De Heuvelpoort vormt een zuidelijke toegang tot de stadskern. De poort werd ook soms Sint-Pieterspoort genoemd.
Op het huidige kruispunt gaat de zuidelijke toegangsweg Normaalschoolstraat over in de Overpoortstraat naar het Sint-Pietersplein en het stadscentrum en kruist er de Gentse stadsring R40, die hier de namen Charles de Kerchovelaan en Citadellaan draagt. Ook de Scribedreef/Hofbouwlaan (N60) komt uit op de Heuvelpoort.
De Heuvelpoort ligt tegen de hoogte van de Blandijnberg aan, ten oosten van het Citadelpark. 200 meter oostwaarts stroomt de Schelde het stadscentrum in. Een halve kilometer ten noordwesten bevindt zich de Kortrijksepoort, een kleine kilometer ten oosten de Sint-Lievenspoort.

## Geschiedenis
In de middeleeuwen lag dit gebied ten zuiden van de stadskern in het Sint-Pietersdorp, een gebied van de Sint-Pietersabdij. In de periode 1253-1254 kwam een deel binnen de toenmalige stadsomheining, die hier werd verdedigd door Heuvelpoort. Omwille van zijn hoge ligging werd de poort Overpoort genoemd wat tot Heuverpoort werd verbasterd en verkeerdelijk tot Heuvelpoort. Tussen de Heuvelpoort en de Kortrijksepoort liep de Hoge Vest.
Op veel plaatsen rond Gent werd de stad beschermd doordat buiten de stadswallen een meersengebied lag dat onder water kon gezet worden. Op de hoogte tussen de Heuvelpoort en de Kortrijksepoort was dit niet geval en werden in de wallen meerdere bastions ingericht. Dit deel van de verdedigingslijn werd 's Gravenbollewerk genoemd. De poort werd herbouwd in de periode 1578-1579. In 1671 bouwde men op het gebied voor de wallen tussen beide poorten het Montereyfort, dat het zuiden van de stad moest verdedigen tegen de troepen van Lodewijk XIV. De Heuverpoort werd in 1676 versterkt.
Onder keizer Jozef II werd een deel van de stadwallen en -poorten afgebroken. Ook het Montereyfort verdween. In 1827 werd ook de Heuvelpoort gesloopt. In 1829 kwam er een nieuwe poort, die bestond uit twee zuilen met ertussen een ijzeren hek. Hier moest men tol betalen om de stad binnen te komen.
In de jaren 1820 werd tijdens het Hollands bewind op de plaats van het fort de Citadel van Gent opgericht, maar deze werd vanaf het einde van de 19de eeuw alweer afgebroken en in de plaats kwam het Citadelpark. In 1860 werd het octrooirecht afgeschaft en ook de stadsomwallingen werden definitief gedempt. De poort verdween zo definitief in 1868.
Het gebied ten zuiden van de Heuvelpoort, het vroegere landelijke gehucht Sint-Pieters-Aalst werd nu ook verder verstedelijkt vanaf het begin van de 20ste eeuw. In de eerste helft van die eeuw liepen enkele tramlijnen, zoals tramlijn 5 en tramlijn 7 over de Heuvelpoort. In 1970 werd nabij de Overpoort het studentenrestaurant Overpoort opgetrokken.